# Бошняк, Бранко
Бранко Бошняк (хорв. Branko Bošnjak; 14 января 1923 — 18 июня 1996) — хорватский философ

, представитель марксистской школы «Праксис» в бывшей Югославии. Бошняк был профессором философского факультета Загребского университета, некоторое время заведующим кафедрой истории философии и деканом факультета. Он был членом Хорватской академии наук и искусств.

## Биография
Бранко Бошняк изучал югославистику и греческий язык на философском факультете в Загребе. В 1956 году на том же факультете он получил докторскую степень по тематике «История философии как науки». В 1960 году он защитил на том же факультете диссертацию «Логос и диалектика (Исследование о Гераклите)». С 1963 года — доцент, затем профессор.
Центральными философскими интересами Бошняка были древнегреческая философия и связь марксизма и религии. Одно из его первых философских сочинений под названием «Социализм и религия» было опубликовано во втором выпуске журнала «Праксис» (1964). Этот текст был написан в духе воинствующего атеизма, в котором Бошняк пытался интерпретировать критику религии Марксом в соответствии с ленинским антитеизмом. Однако в конце эссе – вопреки ранее выдвинутому тезису – Бошняк толерантно приходит к выводу, что «религии не следует препятствовать силой», но что «должен поддерживаться постоянный диалог». Эта работа характеризует Бошняка — он был прежде всего гуманистом, открытым к диалогу и критическому мышлению.
Бранко Бошняк долгое время был заведующим кафедрами истории философии и философии, председателем совета и деканом философского факультета Загребского университета, а также членом Югославской академии наук и искусств и дважды президентом Хорватского философского общества (1964-1965 и 1978-1979). Он читал лекции во многих университетах и на международных философских конференциях по всему миру, в основном в Европе и Канаде. Он редактировал многочисленные философские библиотеки и журналы и написал дюжину книг. Он умер в Загребе и был похоронен на Мирогойском кладбище.

## Основные работы
Основными сферами интересов Бошняка были религия и история философии. Его основные работы:
- Греческая философия от истоков до Аристотеля и избранные тексты философов (1956)
- История философии как науки (1958)
- Логос и диалектика (1961)
- Философия и христианство (1966)
- Греческая философская критика Библии (1971)
- Философия: Введение в философскую мысль и словарь (1977)
- Систематика философии (в издании «Энциклопедия философских дисциплин») (1977)
- Смысл философского существования (1981)
- Философия и история: интерпретации непрерывности мысли (1983)
- История философии (1993)
- Философия истины (1996)